# Walter Ruggle
Walter Ruggle (* 1. Februar 1955 in Zürich) ist ein Schweizer Publizist und Filmkritiker. Er leitete von 1999 bis 2022 die Stiftung trigon-film.
Ruggle belegte ein Studium der Germanistik, Philosophie und Literaturkritik in Zürich. Danach arbeitete er ab 1979 als Journalist und war von 1984 bis 1999 Kulturredaktor beim Zürcher Tages-Anzeiger mit Schwerpunkt Film und Kulturpolitik. Von 1999 bis 2022 war er Direktor der Stiftung trigon-film. Seit 2002 führt er das Programmkino Orient in Baden-Wettingen. Walter Ruggle ist verheiratet und Vater von zwei Kindern.

## Publikationen
- Geistlose Landesverteidigung: Wirkungsgeschichte des Dokumentarfilmes 'Die Erschiessung des Landesverräters Ernst S.'. In: Biederland und der Brandstifter: Niklaus Meienberg als Anlass. Hg. Martin Durrer u. Barbara Lukesch. Zürich: Limmat, 1988, ISBN 3-85791-143-3. S. 57–82.
- „Theo Angelopoulos - Filmische Landschaft“, Monographie, 336 S., Verlag Lars Müller, Baden, 1990; ISBN 3-906700-24-0
- „Schweizer Film“ – zwei Essays für EuropaCinema, Edizioni EuropaCinema, Rom 1990 und 1991
- „Sowjetischer Film“ (Hrsg./Autor), 208 S., Verlag Lars Müller, Baden, 1991; ISBN 3-906700-36-4
- „Nacer Khemir - Das verlorene Halsband der Taube“ (Hrsg./Autor), 128 S., zwei Auflagen, edition Filmbulletin, Winterthur, 1992 & 1994
- „Kinozeit - 100 Jahre Kino“ (Hrsg./Autor), 112 S., Werd-Verlag, Zürich, 1995; ISBN 3-85932-192-7
- „In neunzig Filmen um die Welt“, 208 S., Verlag trigon-film, Ennetbaden, 2000
- „doc visions ch - Dokumentarfilmschaffende in der Schweiz“ (Co-Autor), 200 S., 2001, Edition clandestin, Pieterlen; ISBN 3-905297-18-3
- „Die Zeit ist eine Blutwurst“ im Jahrbuch Cinema, 220 S., 2005, Schüren Verlag, Marburg; ISBN 3-89472-601-6
- „Südfrankreich“ (Co-Autor mit Beitrag zu Cannes), 230 S., 2006, almundo Verlag, Zürich; ISBN 3-9523040-3-4
- „Leidenschaft im Sand“, Essay zu Film und Roman Die Frau in den Dünen, 2007, Verlag trigon-film, Ennetbaden; ISBN 978-3-9523296-0-3
- „Welt in Sicht - Filmische Reisen durch Lateinamerika, Afrika und Asien“, 504 S., 2008, Verlag trigon-film, Ennetbaden; ISBN 978-3-9523296-1-0
- „Kenji Mizoguchi - Der Mann der Frauen“, Begleitbuch zur DVD-edition, 66 Seiten, Verlag trigon-film, Ennetbaden 2010; EAN 7 640117 981781
- „Andrei Tarkowski - Unfassbares sichtbar machen“, Begleitbuch zur DVD-edition, 68 Seiten, Verlag trigon-film, Ennetbaden 2014
- „Schauen in den Bergen - Fredi M. Murers Bergtrilogie“, Begleitbuch zur DVD-edition, 130 Seiten, Verlag trigon-film, Ennetbaden 2015
- "Familie und Kindheit - Hirokazu Kore-eda", Begleitbuch zur DVD-edition, 68 Seiten, Verlag trigon-film, Ennetbaden 2018
- „Schauen und Lauschen - Paolo und Vittorio Taviani“, Begleitbuch zur DVD-edition, 60 Seiten, Verlag trigon-film, Ennetbaden 2018
- „1001 Nacht im Kinosaal - 100 Jahre Kino Orient“, 62 Seiten, Atalante filmedition, Ennetbaden 2023; ISBN 978-3-9523296-4-1